# Bonga (Ziou)
Pour les articles homonymes, voir Bonga.
Bonga est une commune rurale située dans le département de Ziou de la province du Nahouri dans la région du Centre-Sud au Burkina Faso.

## Géographie
Bonga se trouve à 4 km au nord de Ziou.

## Santé et éducation
Bonga accueille un dispensaire isolé mais le centre de soins le plus proche est le centre de santé et de promotion sociale (CSPS) de Ziou tandis que le centre médical (CMA) le plus proche se trouve à Pô.